# 成都大学附属医院
成都大学附属医院，是中国四川省成都市的综合三级甲等医院，位于成都市二环路北二段82号。占地面积48亩，开放床位1440张，职工1600余人。现任党委书记刘娅，院长杨进。

## 历史
1901年，法国传教士杜昂创办圣修医院。
医院于1950年更名为和平医院。1951年划转西南铁路工程局；1958年再划转成都铁路局，并更名为成都铁路局中心医院。
1984年，由平安桥马道街搬迁至二环路北二段82号。
2004年，医院移交成都市政府。2008年12月被评定为三级甲等综合医院。2010年，划转成都大学，并更名为成都大学附属医院。